# Silly-Tillard
Silly-Tillard is een gemeente in het Franse departement Oise (regio Hauts-de-France) en telt 446 inwoners (2005). De plaats maakt deel uit van het arrondissement Beauvais.

## Geografie
De oppervlakte van Silly-Tillard bedraagt 11,0 km², de bevolkingsdichtheid is 40,5 inwoners per km².
De onderstaande kaart toont de ligging van Silly-Tillard met de belangrijkste infrastructuur en aangrenzende gemeenten.

## Demografie
Onderstaande figuur toont het verloop van het inwonertal (bron: INSEE-tellingen).